# Wielersport op de Olympische Zomerspelen 2024 – Teamsprint mannen
De teamsprint voor de mannen op de Olympische Zomerspelen 2024 vond plaats op maandag 5 en dinsdag 6 augustus 2024 in de Vélodrome de Saint-Quentin-en-Yvelines. Olympisch kampioen werden de drie Nederlanders Roy van den Berg, Jeffrey Hoogland en Harrie Lavreysen die hiermee hun titel prolongeerden. In de finale kwamen ze onder de 41 seconden wat goed was voor een wereldrecord, wat ze eerder op de dag ook al hadden aangescherpt.

## Resultaten

### Kwalificatie
| rang | land             | rijders                                            | tijd   | Opmerking |
| ---- | ---------------- | -------------------------------------------------- | ------ | --------- |
| 1    | Nederland        | Roy van den Berg Jeffrey Hoogland Harrie Lavreysen | 41,279 | OR        |
| 2    | Groot-Brittannië | Jack Carlin Ed Lowe Hamish Turnbull                | 41,862 |           |
| 3    | Australië        | Matthew Glaetzer Leigh Hoffman Matthew Richardson  | 42,072 |           |
| 4    | Japan            | Yoshitaku Nagasako Yuta Obara Kaiya Ota            | 42,174 |           |
| 5    | Frankrijk        | Florian Grengbo Rayan Helal Sébastien Vigier       | 42,267 |           |
| 6    | China            | Guo Shuai Liu Qi Zhou Yu                           | 42,606 |           |
| 7    | Duitsland        | Stefan Bötticher Maximilian Dörnbach Luca Spiegel  | 43,009 |           |
| 8    | Canada           | James Hedgcock Tyler Rorke Nick Wammes             | 43,905 |           |

### Eerste ronde
Op basis van de kwalificatie werden de series ingedeeld. De winnaars van elke serie plaatsten zich voor de finales. De snelste twee winnaars plaatsten zich voor de strijd om olympisch goud. De andere twee winnaars streden om brons.
| rang | serie | land             | rijders                                            | tijd   | Opmerking |
| ---- | ----- | ---------------- | -------------------------------------------------- | ------ | --------- |
| 1    | 4     | Nederland        | Roy van den Berg Jeffrey Hoogland Harrie Lavreysen | 41,191 | F, WR     |
| 2    | 3     | Groot-Brittannië | Jack Carlin Ed Lowe Hamish Turnbull                | 41,819 | F         |
| 3    | 2     | Australië        | Matthew Glaetzer Leigh Hoffman Matthew Richardson  | 41,819 | BF        |
| 4    | 3     | Duitsland        | Maximilian Dörnbach Nik Schröter Luca Spiegel      | 42,336 |           |
| 5    | 1     | Frankrijk        | Florian Grengbo Rayan Helal Sébastien Vigier       | 42,376 | BF        |
| 6    | 1     | Japan            | Yoshitaku Nagasako Yuta Obara Kaiya Ota            | 42,569 |           |
| 7    | 2     | China            | Guo Shuai Liu Qi Zhou Yu                           | 42,635 |           |
| 8    | 4     | Canada           | James Hedgcock Tyler Rorke Nick Wammes             | 43,666 |           |

### Finales
| rang            | land             | rijders                                            | tijd   | Opmerking |
| --------------- | ---------------- | -------------------------------------------------- | ------ | --------- |
| Finale          |                  |                                                    |        |           |
| Goud            | Nederland        | Roy van den Berg Jeffrey Hoogland Harrie Lavreysen | 40,949 | WR        |
| Zilver          | Groot-Brittannië | Jack Carlin Ed Lowe Hamish Turnbull                | 41,814 |           |
| Bronzen finale  |                  |                                                    |        |           |
| Brons           | Australië        | Matthew Glaetzer Leigh Hoffman Matthew Richardson  | 41,597 |           |
| 4               | Frankrijk        | Florian Grengbo Rayan Helal Sébastien Vigier       | 41,993 |           |
| Om plaats vijf  |                  |                                                    |        |           |
| 5               | Japan            | Yoshitaku Nagasako Yuta Obara Kaiya Ota            | 42,078 |           |
| 6               | Duitsland        | Maximilian Dörnbach Nik Schröter Luca Spiegel      | 42,280 |           |
| Om plaats zeven |                  |                                                    |        |           |
| 7               | China            | Guo Shuai Liu Qi Zhou Yu                           | 42,532 |           |
| 8               | Canada           | James Hedgcock Tyler Rorke Nick Wammes             | 43,944 |           |

2000: Gané, Tournant, Rousseau ·
2004: Wolff, Nimke, Fiedler ·
2008: Staff, Kenny, Hoy ·
2012: Kenny, Hoy, Hindes ·
2016: Hindes, Kenny, Skinner ·
2020: Van den Berg, Büchli, Lavreysen, Hoogland
2024: Van den Berg, Lavreysen, Hoogland